# Валов Юрій Миколайович
Юрій Миколайович Валов (нар. 16 грудня 1934, тепер Російська Федерація — 20 травня 2012, місто Москва) — радянський партійний діяч, заступник голови Московського міськвиконкому, 1-й заступник керуючого справами ЦК КПРС. Кандидат у члени ЦК КПРС у 1986—1990 роках.

## Життєпис
У 1958 році закінчив Московський енергетичний інститут.
У 1958—1966 роках — інженер, начальник виробничої дільниці, заступник начальника служби випробувань і вимірювань Московської кабельної сітки «Мосенерго», начальник служби розподільних сіток управління «Мосенерго».
Член КПРС з 1961 року.
У 1966—1972 роках — інструктор, заступник завідувача відділу Московського міського комітету КПРС.
4 жовтня 1972 — 13 травня 1977 року — голова виконавчого комітету Москворецької районної ради депутатів трудящих міста Москви.
У травні 1977 — грудні 1981 року — завідувач відділу Московського міського комітету КПРС.
15 грудня 1981 — 1 квітня 1983 року — заступник голови виконавчого комітету Московської міської ради народних депутатів.
У 1983 — серпні 1991 року — 1-й заступник керуючого справами ЦК КПРС.
Потім — на пенсії в Москві. З вересня 2001 року — член Ради старійшин при мерові міста Москви.
Помер 20 травня 2012 року в Москві. Похований на Ваганьковському цвинтарі.

## Нагороди і звання
- ордени
- медалі
- Почесна грамота муніципальних зборів Замоскворіччя (18.12.2009)